# Чоба Шаке
Шаке Чоба (алб. Shaqe Çoba, до шлюбу Широка (алб. Shiroka); 1875 року, Шкодер — 1954року) — албанська феміністка і суфражистка. Заснувала товариство «Албанська жінка» (алб. Gruaja Shqiptare), організацію жінок вищого класу, яка певний час видавала однойменний журнал, що висвітлював жіночі проблеми.

## Життєпис
Шаке Широка народилася в 1875 році в місті Шкодер, що в той час входило до Османської імперії. Її двоюрідним братом був поет Філіп Широка. Отримала середню освіту в монастирській католицькій школі в Загребі (Хорватія), тоді колишній частині Австро-Угорщини, де вивчала італійську, німецьку і сербохорватську мови. Навчаючись у Венеції (Італія), в 1904 році познайомилася з Ндоцем Чобою зі знатної родини Шкодера. Згодом у пари з'явився син.

## Діяльність
3 серпня 1920 року Шаке Чоба заснувала і очолила товариство «Албанська жінка» для жінок вищого класу Шкодера на підтримку Албанської національної армії, яка воювала проти військових сил Королівства Югославія, які вторглися в північну Албанію. Організація також піднімала проблему жіночої емансипації і публікувала журнал «Албанська жінка», де друкувалися імена тих, хто зробили пожертви на допомогу солдатам і їх сім'ям. Видання також опублікувало безліч статей, присвячених правам та обов'язкам албанських жінок. У липні 1921 року після чергової публікації журнал був закритий.
10 листопада 1937 року за участю Чоби були реорганізовані жіночі асоціації на національному рівні з метою боротьби з пережитками часу, неписьменністю, поліпшення жіночого одягу, захисту здоров'я матері і дитини і та інших покращень рівня якості життя жінок.
Чоба Шаке ретельно зберігала свідоцтва своєї діяльності в записах і щоденниках, які після її смерті в 1954 році були збережені сім'єю. Під час святкування 90-річчя албанської незалежності в листопаді 2002 року президент Албанії посмертно нагородив Чоба Шаке Орденом Наіма Фрашері за її участь в русі за незалежність в 1920-ті роки в якості борчині «проти поділу Албанії і за емансипацію албанських жінок».